# Der er et yndigt land (film, 1983)
Der er et yndigt land är en dansk film från 1983, skriven av Jørgen Ljungdahl och Morten Arnfred, som också regisserade. Filmen vann Bodilpriset för bästa danska film och skådespelarna Ole Ernst och Arne Hansen fick varsin Bodil för bästa manliga respektive bästa manliga biroll. Filmen nominerades även till Guldbjörnen på filmfestivalen i Berlin. Filmen spelades in på en gård nära Vig i Odsherred.